# 터치다운

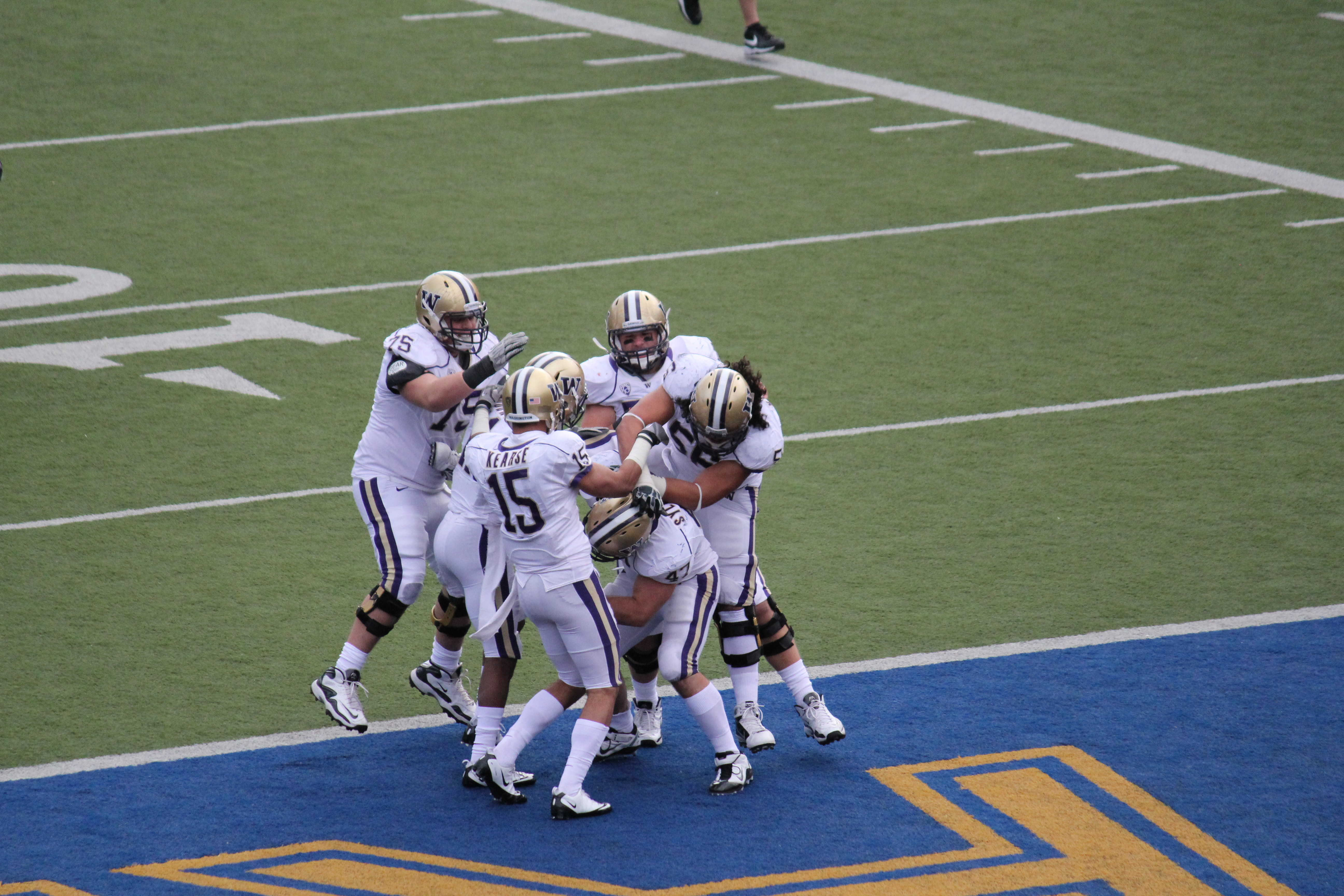
터치다운을 축하하는 모습

터치다운(영어: touchdown)은 미식 축구와 캐나디안 풋볼의 스코어링 플레이(scoring play)다. 러닝, 패스 플레이, 킥오프, 펀트 리턴, 기타 턴오버 반환 시 적진의 엔드 존까지 공을 운반하는 것을 말한다.

## 유래
과거 럭비에서 공을 엔드라인을 통과하여 땅에 대야 득점이 인정되었던 것에서 유래되었다.

## 같이 보기
- 미식축구

1. ↑  Marsh, Philip (2024년 8월 29일). “Why is a touchdown called a touchdown in the NFL?”. 《DAZN》. 2024년 12월 20일에 원본 문서에서 보존된 문서. 2024년 12월 20일에 확인함.